# Gesvres (rivière)
Pour les articles homonymes, voir Gesvres.
Le Gesvres est une rivière de la Loire-Atlantique, dans la région Pays de la Loire en France, et un affluent droit de  l'Erdre, donc un sous-affluent nord de la Loire.

## Géographie

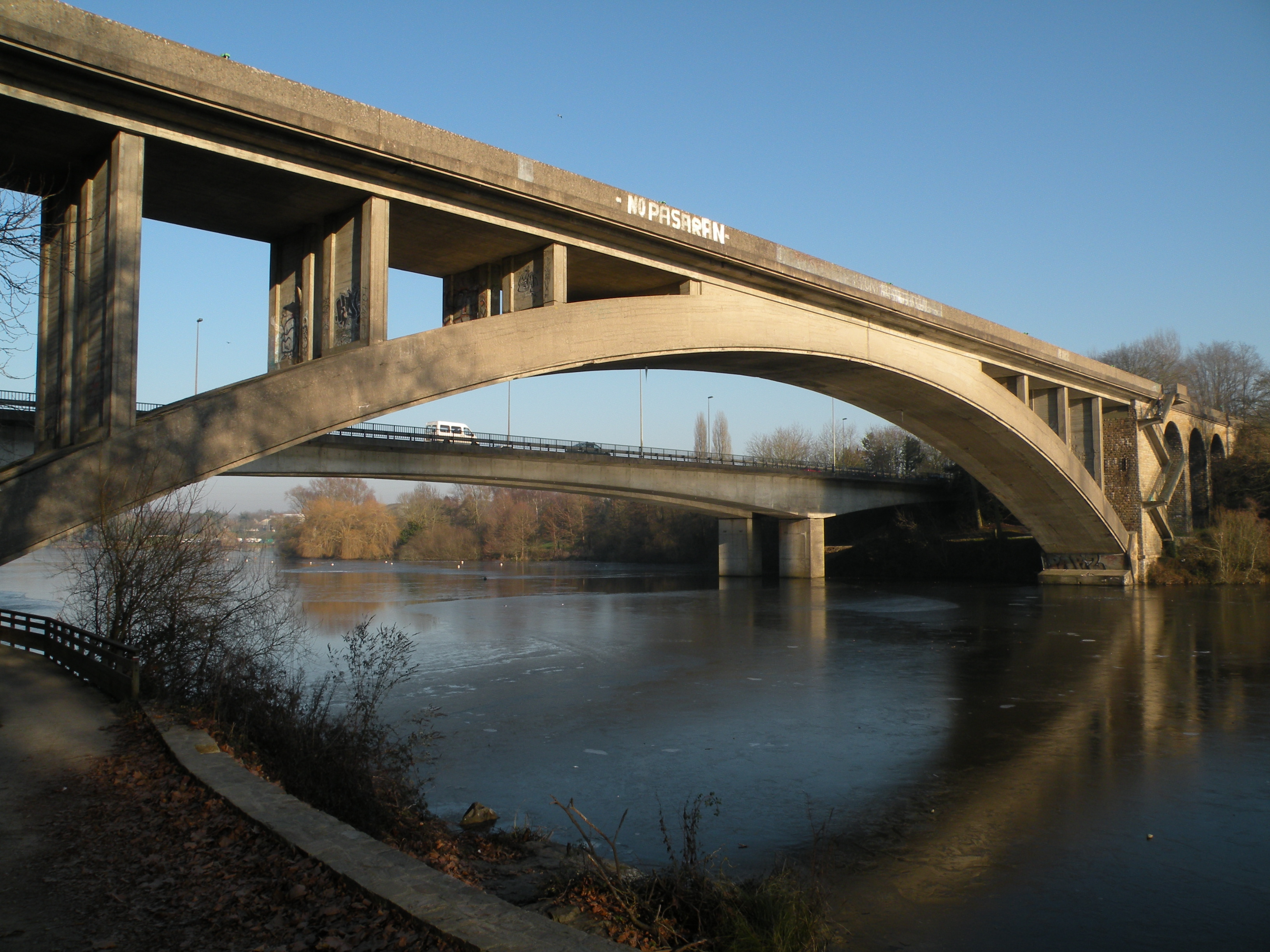
Les deux ponts sur l'Erdre juste en amont de la confluence du Gesvres.

D'une longueur de 26,7 kilomètres, le Gesvres prend sa source dans les prairies humides situées entre Le Temple-de-Bretagne et Vigneux-de-Bretagne, à 84 mètres d'altitude, au lieu-dit le Champ du Four, sur la commune de Vigneux-de-Bretagne, et au nord-est de la route nationale 165. Il traverse ensuite les communes de Treillières, La Chapelle-sur-Erdre, puis à partir de l'échangeur autoroutier entre la A11 et le périphérique nantais (porte de Gesvres), marque en partie la limite entre La Chapelle-sur-Erdre et Nantes (quartier Nantes Nord), ceci jusqu'à sa confluence avec l'Erdre, en rive droite, légèrement en aval du pont de la Jonelière, pont ferroviaire tram-train  de la Ligne de Nantes-Orléans à Châteaubriant, et à côté du pont routier de la RN 844.

### Communes
Dans le seul département de la Loire-Atlantique, le Gesvres traverse les quatre communes suivantes, de l'amont vers l'aval, Vigneux-de-Bretagne, Treillières, La Chapelle-sur-Erdre, Nantes.

## Affluents
Le Gesvres a neuf affluents référencés (huit et un bras)
- le ruisseau de Gesvres (rg) 2,7 km, sur la seule commune de Vigneux-de-Bretagne.
- le ruisseau de la Rouchais[2] (rg) 2,3 km, sur la seule commune de Treillières.
- le ruisseau de Gesvereau (rd) 1,9 km, sur les deux communes de Vigneux-de-Bretagne et Treillières.
- le ruisseau du Pont Guérin (rg) 1,2 km, sur la seule commune de Treillières.
- le ruisseau de Verdet (rd) 2,1 km, sur la seule commune de Treillières.
- le ruisseau du Gablin (rd) 2,3 km, sur les deux communes de La Chapelle-sur-Erdre et Treillières.
- le ruisseau des Douets (rd) 3,1 km, sur les quatre communes de La Chapelle-sur-Erdre, Nantes, Orvault et Treillières.
- le ruisseau de la Ménardais (rd) 2,8 km, sur les quatre communes de La Chapelle-sur-Erdre, Nantes, Orvault et Treillières.
- un bras du Gesvres (rg) 1 km, sur les deux communes de La Chapelle-sur-Erdre et Nantes.